# Parafia św. Jadwigi Królowej w Bojanie
Parafia św. Jadwigi Królowej w Bojanie – rzymskokatolicka parafia usytuowana w przy ulicy Wawelskiej w Bojanie w gminie Szemud. Wchodzi w skład dekanatu Kielno w archidiecezji gdańskiej.

## Historia
Parafię erygowano na mocy dekretu biskupiego 8 czerwca 1997, wydanego przez Tadeusza Gocłowskiego – Arcybiskupa Metropolitę Gdańskiego.
Powstała z wydzielonego terytorium parafii św. Wojciecha w Kielnie. Odprawiono wówczas w Bojanie pierwszą mszę – dokładnie w tym czasie, gdy papież Jan Paweł II w Krakowie kanonizował jej patronkę – Królową Jadwigę Andegaweńską.
Konsekracja nowo wybudowanego kościoła odbyła się w 2002, dokonał jej abp Tadeusz Gocłowski – Metropolita Gdański.
Do najważniejszych wydarzeń od ostatniej kanonizacji należy zaliczyć:
- We wrześniu 2003 – dokończono prace związane z pokryciem dachowym i elewacją kościoła;
- W tym samym miesiącu rozpoczęto prace przy budowie Golgoty i Krzyża misyjnego, a 5 października odbyła się uroczystość ich poświęcenia;
- W sierpniu 2004 – rozpoczęto prace budowlane przy plebanii z przedszkolem;
- W 2005 – w styczniu wymalowano kościół, w maju wykonano resztę brakujących ławek, a w październiku poświęcona została droga Krzyżowa-Ikony;
- 6 października 2006 – uroczystość poświęcenia niepublicznego przedszkola i nadanie jemu imienia Jana Pawła II, jak również poświęcenie fresku nad prezbiterium;
- 25 marca – 30 marca 2007 – chór i schola „Jagiellonki" w liczbie 100 osób pielgrzymuje do Rzymu i śpiewa m.in. w bazylice św. Piotra;
- 8 czerwca 2007 – obchody 10-lecia powstania parafii, powstaje specjalny folder, pocztówki, odbył się koncert zespołu Arka Noego;
- 29 marca 2008 – uroczystość poświęcenia organów i koncert prof. Romana Peruckiego;
- W 2009 – we wrześniu dokończona została posadzka granitowa, a w październiku wykonano schody do głównego wejścia i wyłożony został plac z kamieni przed głównym wejściem do kościoła;
- W 2010 – wydano FOLDER ukazujący parafię w Bojanie wraz z historią budowy.

## Proboszczowie
- 1997–2011: ks. prał. Mirosław Bużan[1][2][3][4]
- 2011: ks. prał. Henryk Szydłowski[5][6]
  - administrator parafii
- od 15 XII 2011: ks. mgr Piotr Maciołek[7]
  - wicedziekan od 23 IX 2016